# Cerkev svetega Egidija, Arnače
Cerkev svetega Egidija stoji v vasi Arnače nedaleč od Velenja. Poleg Ponikve je to edina župnija, ki geografsko presega Šaleško dolino, a jo z njo povezuje zgodovina cerkvene organizacije. Prvič se v pisnih virih omenja leta 1261, ko je kot podružnična cerkev prišla pod gornjegrajski patronat. Ime je dobila po zavetniku župnijske cerkve, svetem Tilnu oz. Egidiju (tudi svetem Ilju). Cerkev je enoladijska s tristransko zaključenim prezbiterijem, s prizidanima baročnima kapelama, zvonikom z lanternasto kapo in nadstropno zakristijo. V času baroka je bila notranjost močno predelana, vendar se na celotni cerkvi opazijo ohranjeni gotski elementi.

## Stavbna zgodovina
Arhitekturna analiza kaže, da nastanek ladje sega že v obdobje zgodnje romanike, zvonik in prezbiterij pa v čas gotike. Od prvotne zgradbe je ohranjen spodnji del zvonika in prezbiterij. Dobro je ohranjen tudi zidec. Portal je gotski z žlebom in ajdovim zrnom. Pod stolpom je ohranjen gotski križni svod z bogato profiliranimi rebri in močnimi konzolami.
V 18. stoletju so sledile številne prezidave in obnove. Preobokali so prezbiterij in glavno ladjo. Vso stavbo so dvignili in povišali zvonik za zgornje nadstropje. Dodali so dve stranski kapeli, enako obokani in visoki kot ladja. V severni kapeli je oltar skupine Sv. treh kraljev pri poklonitvi v hlevu. V južni kapeli, kapeli Žalostne Matere Božje, je v oltarju skupina Pietà. Veliki in oba stranska oltarja v ladji sta delo Ferdinanda Galla iz leta 1757. Izredno delo je lesena prižnica, obita s pozlačeno pločevino, ki je nastala predvidoma konec 18. stoletja. Cerkveno notranjost je leta 1899 poslikal Anton Brollo, kot nam pove zapis na freski v ladji ob Magdaleni spokornici.
Leta 1983 je cerkev pridobila status kulturnega spomenika lokalnega pomena. 

## Poslikave
Poslikave sodijo v koncept katoliške umetnosti ob koncu 19. stoletja. Slikar Anton Brollo spada v zadnjo generacijo furlanskih slikarjev na Slovenskem. Pri slikanju se je posvetil predvsem rastlinski dekoraciji v rožnati, zeleni in drap barvah ter figuralnim motivom vtondih.
Na temenu stropa v prezbiteriju je uokvirjen motiv čaščenja Najsvetejšega. Na oblakih stoji monštranca, obsijana z močno svetlobo. Pod njo so postavljene tri angelske figure. V levi sosvodnici je angel z grozdom, v desni pa angel s klasjem.
V prvi traveji ladje je poslikava sv. Cecilije, ko sedi in igra na orgle, nad njo pa lebdijo angeli. Levo od nje je v sosvodnici Magdalena spokornica s križem v desni roki. Sedi ob mizi, na kateri je smrtna glava kot znak spokorniškega življenja. Na freski je podpis avtorja ANTONIO BROLLO PINXIT 1899.
Desno sosvodnico zapolnjuje sv. Urban s škofovsko palico in knjigo, na kateri je grozd. Dalje je sv. Notburga, zaščitnica kmetov, s srpom v roki. Osrednji del tretje traveje zavzema medaljon s sv. Cirilom in sv. Metodom, ki ju obliva nebesni sij. V levi sosvodnici sv. Ana z desnico poučuje Marijo, v desni sv. Jožef v naročju drži Jezusa.
Južno kapelo krasita angela z atributi Kristusovega trpljenja. V prvi traveji je slikar upodobil angela z žeblji in tablico z napisom "J.N.R.J” ter desno angela, ki v rokah drži Jezusovo trnovo krono. V sredini je medaljon, ki upodablja stigmatizacijo sv. Frančiška. Prikazal se mu je angel, ki je prekril nebo s svojimi krili. V sredini prikaza je serafski Kristus, od katerega je sv. Frančišek prejel stigma. V drugi traveji zapolnjuje strop na levi strani angel z bičem in šibami, desno pa angel s kladivom in trsom. Med njima je medaljon z gorečim Marijinim srcem. 
Na vhodu v severno kapelo je v luneti slavoloka naslikano Jezusovo rojstvo. V medaljonu prve traveje nastopata angela s trakom in hvalnico GLORIA IN EXCELSIS DEO (slovensko Slava Bogu najvišjemu). V drugi traveji je prav tako medaljon z gorečim srcem.